# Complot de juillet
Le « complot de juillet » est une tentative d'assassinat et de coup d'État, largement fabriquée, organisée par des dirigeants de l'Union nationale des forces populaires (UNFP) à l'encontre du roi du Maroc Hassan II, déjouée en juillet 1963.
Le 16 juillet 1963, le comité central de l'UNFP se réunit à son siège, à Casablanca. Mehdi Ben Barka est absent (au Caire), Abderrahim Bouabid et Abderrahman Youssoufi président la séance. L'UNFP décide de boycotter les élections municipales du 29 juillet. Mohamed Oufkir fait encercler le bâtiment et organise l'arrestation d'une centaine de membres de l'UNFP, dont 21 membres du parlement. L'UNFP se retrouve pratiquement décapitée.
102 personnes sont inculpées. 85 comparaissent devant le tribunal criminel de Rabat. Sous la pression internationale, la plupart sont relaxés. Le verdict est rendu le 14 mars 1964. 11 sont condamnés à mort, dont 8 par contumace (parmi eux, Mehdi Ben Barka et Mohamed Ajar). Abderrahman Youssoufi est condamné à deux ans de prison avec sursis. Les tortures physiques et psychologiques infligées aux accusés, les contradictions de l'accusation, et les irrégularités de procédure provoquent des réserves dans la presse étrangère. Quelques militants de l'UNFP ont bien cherché à obtenir des armes, notamment à la base américaine de Kenitra, mais il n'existe pas de preuve sérieuse de l'implication des dirigeants. En 2014, l'hebdomadaire marocain TelQuel conclut que « Hassan II souhaite donner, à travers ce procès, un semblant de légalité à un pur processus de répression politique ».
Les peines de Mohamed Basri, Moumen Diouri et Omar Benjelloun sont commuées en détention perpétuelle le 11 août 1964, puis ils sont graciés en 1965 à la suite des événements du 23 mars 1965.